# Leptoconops laurae
Leptoconops laurae är en tvåvingeart som först beskrevs av Weiss 1912.  Leptoconops laurae ingår i släktet Leptoconops och familjen svidknott. Inga underarter finns listade i Catalogue of Life.